# Storenomorpha anne
Storenomorpha anne là một loài nhện trong họ Zodariidae.
Loài này thuộc chi Storenomorpha. Storenomorpha anne được Peter Jäger miêu tả năm 2007.